# Knurowiec
Knurowiec – wieś w Polsce położona w województwie mazowieckim, w powiecie wyszkowskim, w gminie Brańszczyk. Ma status sołectwa.
Wierni Kościoła rzymskokatolickiego należą do parafii św. Jana Chrzciciela w Brańszczyku.

## Historia
W latach 1921–1931 wieś i leśniczówka leżała w województwie białostockim, w powiecie ostrołęckim, w gminie Brańszczyk.
Według Powszechnego Spisu Ludności z 1921 roku zamieszkiwało
- wieś – 187 osób w 35 budynkach mieszkalnych
- leśniczówkę – 7 osób w 1 budynku mieszkalnym[8].

Miejscowości należały do parafii rzymskokatolickiej w Brańszczyku. Podlegały pod Sąd Grodzki w Ostrowie i Okręgowy w Łomży; właściwy urząd pocztowy mieścił się w Brańszczyku.
W wyniku agresji III Rzeszy na Polskę we wrześniu 1939 wieś znalazła się pod okupacją niemiecką i do wyzwolenia weszła w skład dystryktu warszawskiego Generalnego Gubernatorstwa.
W latach 1975–1998 miejscowość należała administracyjnie do województwa ostrołęckiego.
Na dzień 31 grudnia 2013 roku sołectwo liczyło 241 mieszkańców zameldowanych na pobyt stały.

## Knurowiec w literaturze
12 kwietnia 2021 roku ukazała się powieść pt. Knurowiec autorstwa Marka Czestkowskiego. Akcja powieści toczy się w Knurowcu, choć pewne elementy krajobrazu czy architektury zostały zmienione. Występują w niej postacie fikcyjne.